# Marty Smith
Marty Smith (* 7. Juni 1987) ist ein US-amerikanischer Biathlet.
Marty Smith aus Steamboat Springs betreibt seit 2005 Biathlon, 2008 rückte der Athlet vom Steamboat Springs Winter Sport Club in den Entwicklungskader des US-Nationalteams auf. In der Saison 2008/09 feierte er auch seine größten Erfolge. Im NorAm-Cup belegte er in der Gesamtwertung den sechsten Platz, bei den Nordamerikanischen Meisterschaften im Biathlon 2009 in Valcartier wurde er 26. des Einzels, 23. des Sprints sowie mit Eli Walker und Carolyn Bramante in seiner Mixed-Staffel Zehnter. Bei den Nordamerikanischen Meisterschaften im Sommerbiathlon 2009 im weiteren Jahresverlauf in Jericho kam er auf den 14. Rang im Sprint und wurde 13. des Verfolgungsrennens.